# La Roux
Pour les articles homonymes, voir Roux.
La Roux est un duo anglais d'electropop fondé par Elly Jackson (chanteuse et claviériste) et Ben Langmaid (coauteur et coproducteur). Ils revendiquent des influences parmi les groupes des années 1980 comme Depeche Mode, Yazoo, Erasure, Tears for Fears, The Human League, Heaven 17, Blancmange, ou des chanteuses des années 1980 aux années 2000 tels que Madonna ou Jenny Wilson.
Le premier album studio de La Roux, La Roux, est sorti en 2009. 
Début 2012, en raison de désaccords artistiques, Ben Langmaid décide de quitter le groupe, laissant Elly Jackson terminer seule le second album studio de La Roux, Trouble in Paradise, sorti en 2014. Elly Jackson participera à trois morceaux de l'album Music Complete de New Order, sorti à l'automne 2015.

## Membres du groupe

### Elly Jackson
Née le 12 mars 1988, Elly Jackson est la fille de l'actrice Trudie Goodwin. Jackson a grandi dans le Herne Hill de Londres. À 8 ans, elle quitte presque l'école primaire à cause des harcèlements subis. Elle a dit « j'étais grosse, rousse, chaussais du 27, et ressemblais à un garçon ». D'abord intéressée par la musique folk, elle est fan de Carole King et Nick Drake qu'elle découvre dans la collection de disques de ses parents. Sa première matière musicale s'est composée de chansons folks. Ses goûts musicaux changent durant son adolescence où elle découvre les rave party. Elle s'améliore alors dans un style mélangeant à la fois le folk et la musique électronique après avoir passé une année à la Tabor Academy, aux États-Unis. La chanteuse au style androgyne n'est pas très éloignée de la pop.
Elle cite les musiciens David Bowie, Madonna, Prince, Annie Lennox ou encore l'actrice Molly Ringwald dans la liste de ses influences. Ajoutant aussi qu'elle apprécie Lady Gaga avec qui elle a déjeuné, mais avoue aimer son style plutôt que sa musique. Elle codessine ses vêtements avec une amie. Jackson est malheureuse de voir qu'il y a une « normalité » dans la mode et une majorité dans les styles musicaux d'aujourd'hui. Elle est devenue une icône pour les ados. Sa façon de s'habiller et sa coiffure excentrique sont souvent comparées au groupe des années 1980 A Flock Of Seagulls, qui fut lui-même imité par les jeunes filles à Londres. Elle porte en guise de collier un camée dessiné par elle-même. Ce collier est également devenu sa signature. Jackson a déclaré dans une interview qu'elle avait d'abord volé ce bijou d'une valeur de 240 et 250 $ à sa styliste avant d'aller en acheter quatre autres.

### Ben Langmaid
Ce producteur et compositeur originaire de Londres fut mobilisé sur d'autres projets dans le passé. Il dirige une association privée avec Rollo Armstrong : les deux musiciens, qui étaient ensemble à l'école, avaient déjà collaboré en tant que Huff & Puff au milieu des années 1990 et sorti en 1996 le single Help me Make It. Langmaid faisait aussi partie du groupe Huff & Herb avant de se lancer dans une carrière solo et de composer pour le groupe indien Kubb leur premier album Mother, sorti en 2005. Ce projet est encore relié à Rollo. Le leader du groupe Kubb, Harry Collier avait été présenté à Ben Langmaid après avoir chanté à Rollo Joyeux anniversaire lorsqu'il n'était encore qu'un serveur dans un café du nord de Londres.

### Équipe technique
- Michael Norris (synthétiseur et ordinateur, lors des concerts). « Mikey » est un musicien londonien et l'un des deux joueurs de synthétiseur qui accompagnent le groupe pendant ses concerts. « Mikey » est né dans le quartier de Chester, dans la ville de Cheshire au Royaume-Uni. Il a étudié la musique à l'université et a rejoint La Roux juste après avoir reçu son diplôme.
- William Bowerman à la batterie.
- Mickey O'Brien (clavier et chœurs). Mickey O'Brien a joué pour La Roux durant 18 mois, lors de leur tournée en Europe et dans le nord de l'Amérique. Même si on n'entend pas sa voix sur l'album, elle soutient Elly Jackson lors des concerts. On a ainsi pu l'entendre dans les titres Bulletproof, As If By Magic et Armour Love. Aussi connue sous le nom de scène « LadyBurden », elle diffuse ses propres chanson sur sa page MySpace.

## Carrière
En 2006, le premier projet de Jackson et Langmaid se nommait Automan, ils écrivaient en grande partie de la musique acoustique.
Le premier single de La Roux, Quicksand sortit sur le label indépendant Kitsuné Music en décembre 2008. Ensuite, ils signèrent chez Polydor Records pour sortir leur premier album.

### 2006 à 2009: débuts et premier album,La Roux
Le second single, In for the Kill, sortit le 16 mars 2009. Il débuta à la 11e place des meilleures ventes de singles le 22 mars 2009, pour grimper ensuite jusqu'à la 2e place. Le troisième single Bulletproof arriva le 22 juin 2009 et se classa immédiatement 1er des meilleures ventes de singles. Cette chanson sortit le 11 août 2009 aux États-Unis et grimpa rapidement à la 7e position du Dance/Club play songs chart. I'm Not Your Toy est sorti le 28 septembre 2009.
Pour la promotion de La Roux, le groupe fit la première partie de la tournée de Lily Allen en mars 2009. À l'affiche du Samsung NME Radar Tour 2009, le groupe joua aux côtés de Magistrates, Heartbreak et The Chapman Family. Ils étaient prévus aux festivals de Glastonbury, Reading, Oxegen, et dans des lieux comme La Scala, Southend Chinnerys et Coventry Kasbah,. En juillet et août, La Roux partit en tournée en Amérique du Nord, les huit villes de cette tournée incluant des concerts aux Montreal Osheaga Festival, All Points West Festival et Lollapalooza. Le 23 juillet, le groupe joua à l'émission de divertissement Jimmy Kimmel Live. Ils retourneront en Amérique du Nord pour sept dates en octobre. La Roux modifia deux dates de concert en Australie pour changer de salle de concert afin de répondre à la demande plus importante que prévu. En novembre, ils effectuèrent une tournée de 11 dates au Royaume-Uni et en Irlande. La Roux se classa 5e du sondage de la BBC sur les musiques en 2009. The Guardian présenta en janvier La Roux comme un des meilleurs nouveaux groupes en 2009. L'album était nommé pour le Mercury Prize 2009. Par ailleurs, La Roux est nommé dans les catégories de la Révélation de l'année et meilleur artiste MTV PUSH, dans le cadre des MTV Europe Music Awards 2009, qui ont lieu le 5 novembre à Berlin.

## Discographie

### Albums studio
| Année | Titre               | Charts UK | Certifications UK                              |
| ----- | ------------------- | --------- | ---------------------------------------------- |
| 2009  | La Roux             | 2         | Triple Disque de platine (550 000 exemplaires) |
| 2014  | Trouble in Paradise | 6         |                                                |
| 2020  | Supervision         |           |                                                |

### Compilations
| Année | Titre       | Charts UK | Certifications UK |
| ----- | ----------- | --------- | ----------------- |
| 2010  | Lazerproof  | -         | -                 |
| 2010  | Sidetracked | -         | -                 |

### Singles
| Année | Titre              | Charts UK | Album               |
| ----- | ------------------ | --------- | ------------------- |
| 2008  | Quicksand          | 129       | La Roux             |
| 2009  | In for the Kill    | 2         | La Roux             |
| 2009  | Bulletproof        | 1         | La Roux             |
| 2009  | I'm Not Your Toy   | 27        | La Roux             |
| 2014  | Let Me Down Gently | /         | Trouble in Paradise |

### Clips musicaux
- 2008 : Quicksand (réalisé par Kinga Burza)
- 2009 : I'm Not Your Toy
- 2009 : Bulletproof (réalisé par The Holograms@UFO)
- 2009 : In for the Kill (réalisé par Kinga Burza)
- 2010 : In for the Kill (US version par Studio Legs)

## Récompenses
- O2 Silver Clef Awards :
  - Meilleur nouveau venu : La Roux (2009)
- Studio8 International Music Awards :
  - Meilleure nouvelle venue : Elly Jackson (2009)
  - Studio8 Song of July 2009 : Bulletproof (2009)
- Grammy Awards
  - Meilleur album dance